# Neville Chamberlain
Arthur Neville Chamberlain (Birmingham, 1869. március 18. – London, 1940. november 9.) brit konzervatív politikus, 1937 májusától 1940 májusáig az Egyesült Királyság miniszterelnöke volt. Neve az úgynevezett megbékítési (appeasement) külpolitikájával kapcsolatban a legismertebb, ami az 1938-as müncheni egyezmény aláírásával teljesedett ki. Chamberlainnak döntő szerepe volt abban, hogy e szerződés  elszakította Csehszlovákiától a Szudétavidéket és azt a náci Németországhoz csatolta abban a reményben, hogy ez véget vet Hitler területi követeléseinek. Hitler azonban már 1939 márciusában megszegte ezt az egyezményt Csehszlovákia teljes felszámolásával, 1939. szeptember 1-jén pedig Lengyelországot is megtámadta. Chamberlainnek ekkor be kellett látnia politikája kudarcát és Nagy-Britannia – Franciaországgal együtt – hadat üzent Németországnak, megkezdődött a második világháború.
Chamberlain megítélése a világháború idején és azután kimondottan rossz volt, neve összefonódott az elvtelen és hiábavaló engedmények politikájával. Churchill is keményen vádolta őt a háborúra való felkészülés elmulasztásával. Később, a 30 éves titkosítás feloldásával nyilvánosságra került dokumentumok valamelyest árnyaltabbá tették a személyéről és politikájáról kialakult képet.

## Élete és munkássága
Chamberlain követte apjának, a radikális brit birodalmi politikát követő Joseph Chamberlainnek, és bátyjának, Austen Chamberlainnek (későbbi külügyminiszternek) nyomdokait, indult az 1918-as parlamenti választásokon és a brit alsóház tagja lett. 1923-ban megkapta az egészségügyi miniszteri tárcát, majd gazdasági és pénzügyminiszter lett.
Stanley Baldwin 1937 májusi visszavonulása után Chamberlain lett a miniszterelnök. Nemzetközi téren minden erejével a béke megőrzésére törekedett, ami nagyon népszerű volt a lakosság körében. Hitler folytatódó agressziója nyomán azonban ki kellett jelentenie, hogy Lengyelország megtámadása esetén nincs hová hátrálni tovább.
Chamberlain 1940 májusában mondott le, miután a szövetségeseknek ki kellett vonulniuk Norvégiából is. Ekkor nemzeti egységkormány felállítása vált szükségessé, de a Munkáspárt és a liberálisok nem fogadták el az ő személyét a miniszterelnöki poszton. Winston Churchill lett az új kormányfő, de Chamberlain tagja maradt a háborús kabinetnek, sőt távolléte idején helyettesítette is az új miniszterelnököt. Egészsége azonban gyorsan hanyatlott, 1940 nyarán megműtötték, amely során végstádiumú vastagbélrákot diagnosztizáltak  nála, azonban ezt nem mondták el neki. Szeptemberben visszavonult vidéki otthonába és benyújtotta lemondását; november 9-én hunyt el.